# Meseșul
Meseșul a fost un ziar fondat de Leontin Ghergariu la 31 ianuarie 1925 în Zalău, județul Sălaj (interbelic), care a apărut până în 1931.
În 1926, „Meseșul” va deveni o gazetă culturală a Despărțământului sălăjean al Astrei. 
În ziarul "Înfrățirea românească", Organ al „Ligii Apărării Naționale Creștine", din 1 martie 1926 a apărut un articol în care se specifica faptul că în fiecare număr din ziarul „Meseșul", ce apărea săptămânal la Zălau, se publicau articole care îi atacau pe maghiari. Astfel, în Nr. 37 și 38 din 28 Noemvrie 1925 al publicației „Meseșul" scrie că ungurii nu-s români și nu merită numele de români aceia care nu au scopul să românizeze consiliul orașului și pe unguri.